# Parallelia purpureogrisea
Parallelia purpureogrisea är en fjärilsart som beskrevs av Embrik Strand 1914. Parallelia purpureogrisea ingår i släktet Parallelia och familjen nattflyn. Inga underarter finns listade i Catalogue of Life.